# アミアン駅

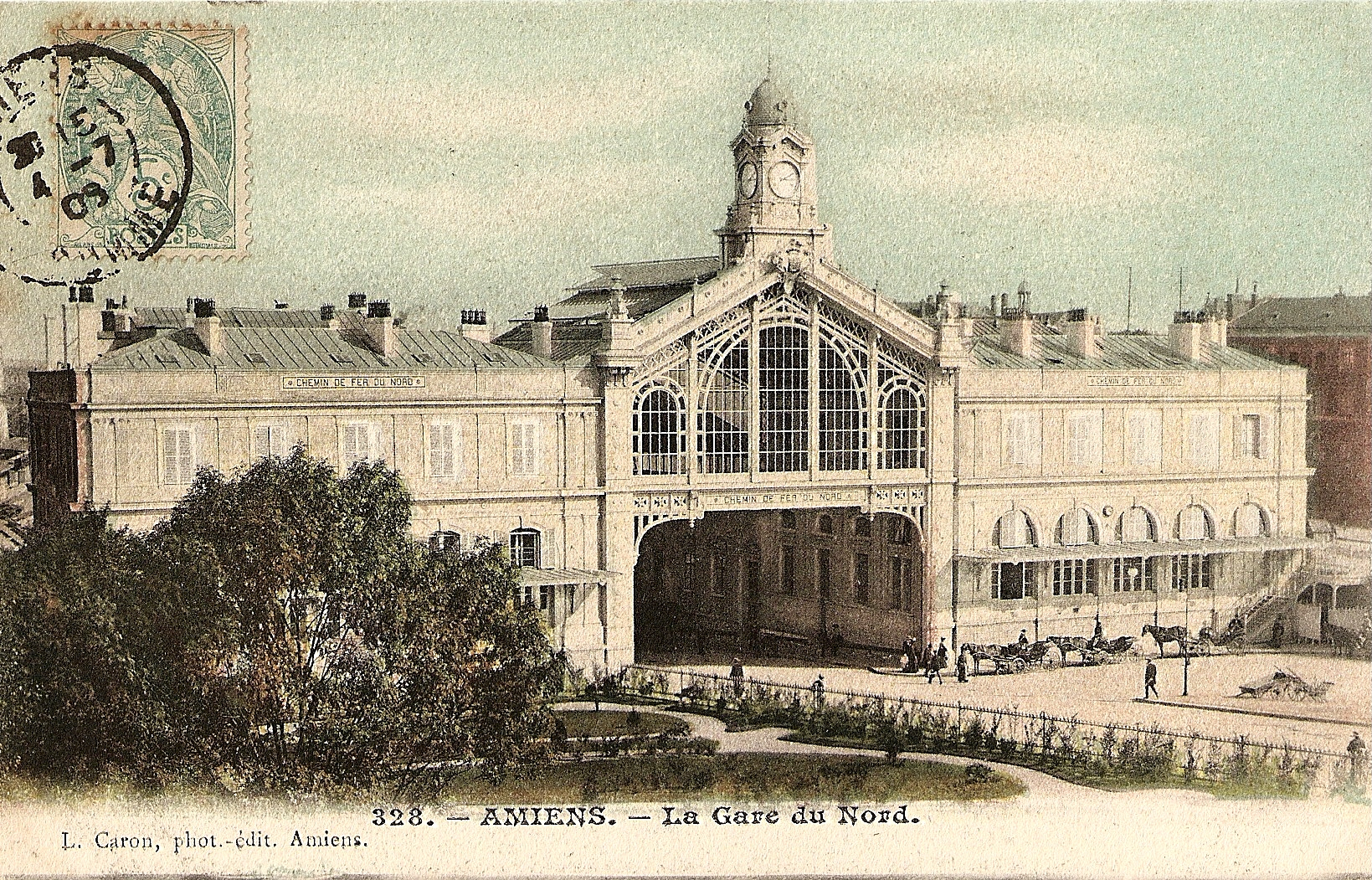
1909年頃のアミアン駅舎の絵葉書

アミアン駅(アミアンえき、Gare du Nord,Gare d'Amiens)は、フランスの北部の都市アミアンにある鉄道駅である。地域鉄道網であるTERの列車が主に発着している。
駅の開業は1847年3月15日で、アベリールへ向かう鉄道路線と合わせて旅客駅として開業した。現在の駅舎は爆撃を受け1955年に完成したオーギュスト・ペレにより建て直されたものである。駅の近くには、1948年に建設されたペレ塔と呼ばれる塔も建てられている。
駅には、ターミナル駅型、通過駅型両方の構造が取り入れられておりコンコースは利用客の動線を良くするため6つのプラットホームの上に造られた。

## 列車系統
- TER Nord-Pas-de-Calais  
  - カレー・ヴィル駅 - アミアン駅
  - ルーアン - アミアン駅 -リール＝フランドル駅
- TER Haute-Normandie  
  - ルーアン - アミアン駅

- TER Picardie  
  - アミアン駅 - パリ北駅
  - アミアン駅 - コンピエーニュ
  - アミアン駅 - サン＝カンタン
  - アミアン駅 - ランス